# Râul Caplani
Râul Caplani (în ucraineană Каплань sau Капланка) este un râu care străbate sud-estul Republicii Moldova și sud-vestul Regiunii Odesa din Ucraina. 

## Date geografice
Râul Caplani are o lungime de 42 km și o suprafață a bazinului de 276 km² . El izvorăște din apropierea satului Carahasani (Raionul Ștefan Vodă, Republica Moldova), curge pe direcția sud, traversează frontiera dintre Republica Moldova și Ucraina și se varsă în râul Hagider, în apropiere de satul Uspenea. 
În partea superioară străbate o vale cu o lățime de 1–2 km, de pe teritoriul raionului Ștefan Vodă, apoi curge pe teritoriul raioanelor Cetatea Albă și Sărata din Regiunea Odesa (Ucraina), iar pe măsură ce coboară spre vărsare străbate o zonă joasă din Bazinul Mării Negre și se varsă în râul Hagider, în apropierea satului Uspenea, unde creează un bazin de mici dimensiuni. El are un debit foarte mic, iar în verile mai secetoase poate chiar seca pe unele segmente. Apele sale sunt folosite în irigații.
Râul Caplani traversează următoarele sate: Carahasani, Căplani, Tăriceanca Veche, Tăriceanca Nouă, Hagider, Cair și Uspenea. 

## Istoric
În anul 1983, pe cursul râului Caplani, în amonte de satul Căplani, a fost amenajat lacul de acumulare Caplani cu o suprafață de 1,53 km² și un bazin hidrografic cu volumul de 8,3 milioane m³ .